# Trichocera ticina
Trichocera ticina är en tvåvingeart som beskrevs av Jaroslav Stary och Podenas 1995. Trichocera ticina ingår i släktet Trichocera och familjen vintermyggor.
Artens utbredningsområde är Schweiz. Inga underarter finns listade i Catalogue of Life.